# Гизатуллин, Хамид Нурисламович
Хами́д Нурисла́мович Гизату́ллин (тат. Xəmit Nurislam uğlı Ğizzətullin, Хәмит Нурислам улы Гыйззәтуллин; род. 10 февраля 1932, д. Чуюнчи-Чупаново, Зилаирского района, Башкирская АССР) — советский и российский экономист, специалист в области теории и практики экономико-математического моделирования металлургических процессов, член-корреспондент РАН с 7 декабря 1991 года по Секции гуманитарных и общественных наук (региональная экономика). Заместитель председателя Президиума Уфимского научного центра РАН, советник РАН.

## Биография
В 1952 году окончил Баймакский горно-металлургический техникум (Башкирская АССР). В 1952—1956 годах служил в Советской Армии.
Выпускник физико-математического факультета Башкирского университета (1963), (ныне Уфимский университет науки и технологий) до 1968 года обучался в аспирантуре Свердловского отделения МИАН. Доктор экономических наук (1979), профессор (1982). Работал в Институте математики и механики (1963—1979) и Институте экономики (1979—1985) УНЦ АН СССР. С 1985 года — заведующий Отделом экономических исследований Башкирского научного центра УрО АН СССР, с 1987 года — заместитель председателя президиума Башкирского научного центра. Являлся директором Института экономики и социологии УНЦ РАН (1992—1997).
В настоящее время проживает в Уфе, главный научный сотрудник Института экономики УрО РАН, профессор кафедры налогов и сборов экономического факультета УГАТУ. Женат. Имеет 3 детей.
Его сын Гизатуллин Тимур Хамитович [Gizatullin Timur]— основатель сети супермаркетов «Матрица», «Мастер Вин» и «Новое Время». Автор Идеи "Примирение наций во имя совместного созидания" https://x.com/timurgizatulli2/status/1741479788206780806?s=12  Основатель Проекта Аппгрейтер Истеблишмент.

## Основные работы

### Монографии
- Моделирование металлургического комплекса: региональный аспект. М.: Наука, 1988 (в соавт. с В. В. Добродеем)
- Эффективность природоохранительной деятельности и моделирование рационального природопользования. Уфа, 1988;
- Концепция охраны окружающей среды и рационального использования природных ресурсов РБ. Уфа: УНЦ РАН, 1993;
- Структурные преобразования в экономике. Екатеринбург: ИЭ УрО РАН, 2000;
- Проблемы управления сложными социально-экономическими системами. Екатеринбург: Экономика, 2005 (в соавт. с Д. А. Ризвановым),
- Экономико-математический анализ классических моделей потребления. Уфа: УГАТУ, 2006;
- Экономико-математические основы управления конкурентоспособностью регионов. М: Экономика, 2007 (в соавт. с И. З. Мустаевым).

### Статьи
- Некоторые математические модели развития горно-металлургического комплекса // Экономика и математические методы. 1969. № 6;
- Об одной модели управления доменным процессом // Экономика и математические методы. 1971. № 1;
- Замыкающие затраты на железорудные ресурсы // Экономика и математические методы. М., 1978;
- Проблема выбора оптимальной структурной политики региона // Общество и экономика. 1994. № 7-8;
- Концепция устойчивого развития: новая социально-экономическая парадигма // Общественные науки и современность. 1998. № 5 (в соавт. с В. А. Троицким)
- Системный анализ эффективности трудового потенциала // Экономика региона. 2005. № 1;
- Стратегические проблемы ценообразования // Экономическая теория. 2007. № 1.